# 29e régiment d'infanterie (France)
Pour les articles homonymes, voir 29e régiment.
Le 29e régiment d'infanterie (29e RI) est un régiment d'infanterie de l'Armée de terre française créé sous la Révolution à partir du régiment du Dauphin, un régiment français d'Ancien Régime.

## Création et différentes dénominations
- 1617 : régiment de Lignières
- 15 juin 1667 : création du régiment du Dauphin par incorporation du Régiment de Lignières.
- 1776 : le régiment du Dauphin est dédoublé à Valenciennes. Les 1er et 3e bataillons conservent le titre, les drapeaux et le costume du régiment du Dauphin. Les 2e et 4e bataillons du régiment forment le régiment de Perche.
- 1er janvier 1791 : à la Révolution, tous les régiments prennent un nom composé du nom de leur arme avec un numéro d’ordre donné selon leur ancienneté. Le régiment de Lyonnais devient le 29e régiment d'infanterie de ligne (ci-devant Dauphin).
- 1794 : amalgamé, il prend le nom de 58e demi-brigade de première formation Le 29e régiment d'infanterie (ci-devant Dauphin) qui devait former le noyau de cette demi-brigade n'a pas été amalgamé.
- 1796 : reformé en tant que 29e demi-brigade de deuxième formation
- 24 septembre 1803 : renommé 29e régiment d'infanterie de ligne
- 1814 : pendant la Première Restauration et les Cent-Jours, le régiment garde son numéro
- 16 juillet 1815 : comme l'ensemble de l'armée napoléonienne, il est licencié à la Seconde Restauration
- 11 août 1815 : création de la 2e légion du Nord
- 1820 : la 58e bis 2e légion du Nord est amalgamée et renommée 29e régiment d'infanterie de ligne.
- 1882[réf. nécessaire] : devient 29e régiment d'infanterie.
- 1914 : à la mobilisation, il donne naissance au 229e régiment d’infanterie
- 1923 : dissolution (traditions gardées par le 134e RI).
- 1939 : 29e régiment d’infanterie.
- 1940 : dissolution.

## Campagnes
- Guerre de Trente-Ans (1635-1648)
- La Fronde 1649-1652
- Guerre franco-espagnole (1653-1659)
- Guerre de Dévolution (1667-1668)
- Guerre de Hollande (1672-1678)
- Guerre de la Ligue d'Augsbourg (1688-1697)
- Guerre de Succession d'Espagne (1701-1713)
- Parme 1734
- Tournai 1735
- Guerre de Succession d'Autriche (1740-1748)
- Guerre de Sept Ans (1756-1763)
- Belgique (1793-1794)
- Hollande (1795)
- Rhin 1799
- Italie 1800-1809
- Campagne de Russie (1812)
- Campagne d'Allemagne (1813)
- Campagne de Belgique (1815)
- Expédition d'Espagne (1823)
- Expédition de Morée (1828)
- Expédition d'Alger (1830)
- Italie (1861-1865), (1867)
- Guerre franco-allemande (1870-1871)
- Seconde guerre franco-malgache (1895-1896)
- Grande Guerre (1914-1918)
- France 1939-1940.

## Chefs de corps
- 15 juin 1667 : Michel de Fisicat, brigadier le 17 mars 1668, † 11 août 1684.
- 24 août 1671 : Marquis Henri de Beringhen, brigadier le 13 février 1674, († 18 mai 1674 au siège de Besançon)
- 2 juin 1674 : Nicolas du Blé, marquis d’Huxelles, brigadier le 25 février 1677, maréchal de camp le 30 mars 1683, lieutenant général le 24 août 1688, maréchal de France le 14 janvier 1703, † 10 avril 1730. (**) [1]
- 21 février 1694 : Charles-François-Anne, marquis de Montberon, brigadier le 23 décembre 1702, † janvier 1704.
- janvier 1704 : Jean-Baptiste de Rochechouart, comte de Maure.
- 15 avril 1710 : Louis de Clermont-Tonnerre, marquis de Chaste, brigadier le 1er février 1719, maréchal de camp le 1er août 1734, † 19 septembre 1734.
- 21 août 1734 : François-Ferdinand de Clermont-Tonnerre, comte de Chaste, brigadier le 20 février 1734, maréchal de camp le 18 octobre 1734, † 9 janvier 1751.
- 25 novembre 1734 : Yves Marie Desmarets, comte de Maillebois, brigadier le 20 février 1743, maréchal de camp le 2 mai 1744, lieutenant général le 10 mai 1748, † 14 décembre 1791.
- 24 mai 1744 : François-Honoré, marquis de Choiseul-Meuse, brigadier le 1er mai 1745, † 31 mai 1746.
- 7 juin 1746 : Joseph-Maurice-Annibal de Montmorency-Luxembourg, marquis de Breval.
- 1er janvier 1748 : Antoine Adrien Charles, comte de Gramont (22 juillet 1726 ✝ 22 septembre 1762), brigadier des armées du roi,
- 11 septembre 1755 : Charles-Marc-Jean-François Régis, marquis de Boufflers, brigadier le 20 février 1761.
- 11 mai 1762 : Denis-Auguste de Beauvoir de Grimoard, marquis du Roure.
- 3 janvier 1770 : Paul-François de Quelen, duc de Saint-Mégrin.
- 2 juillet 1776 : Antoine-Victor-Augustin Aubergeon, comte de Murinais.
- 13 avril 1780 : Louis-François Chamillard, marquis de La Suze.
- 25 juillet 1791 : Philippe-Auguste-Jacques de La Cour, marquis de Balleroy.
- 21 octobre 1791 : Louis du Bouquet.
- 9 septembre 1792 : James O’Gormocan.
- 30 avril 1793 : Jean-Baptiste de Lamouroux de Laroque Cusson.

(*) Officier qui devint par la suite général de brigade.
(**) Officier qui devint par la suite général de division.

## Historique des garnisons, combats et batailles

### Ancien Régime (régiment du Dauphin)
- " Faisons parler de nous par une action d'éclat." 1692.
- En 1691, en récompense du combat de Mons, Louis XIV décide que les sergents de grenadiers seront désormais armés de lances en forme de fourches.

- En 1696, à l'Armée du Rhin, Dauphin a commandé le régiment.
- En 1701, au début de la guerre de succession d'Espagne dans les Pays-Bas espagnols, trois bataillons du dauphin sont envoyés par le maréchal de Boufflers pour défendre la place de Malines[2].

À sa création, il compte 2 000 hommes répartis en 3 puis 4 bataillons.
- 1735-1738 : le régiment est en garnison (quartiers d'hivers) à Montélimar.
- 10 mai 1745 : le régiment participe à la bataille de Fontenoy au sein de la brigade du Dauphin, pendant la guerre de Succession d'Autriche.
- 1758-1759 : le régiment est signalé à Issigeac en Périgord[3]
- 1775 : les 2e et 4e bataillon constituent le régiment de Perche.

### Guerres de la Révolution et de l'Empire
- Drapeau du 29e régiment d'infanterie de ligne de 1791 à 1793
- Drapeau du 2e bataillon du 29e régiment d'infanterie de ligne de 1791 à 1793

- 1792 : Armée du Nord
  - Combat de La Croix-aux-Bois
  - Bataille de Valmy
  - Bataille de Jemappes
- 1793 : 
  - Siège de Valenciennes

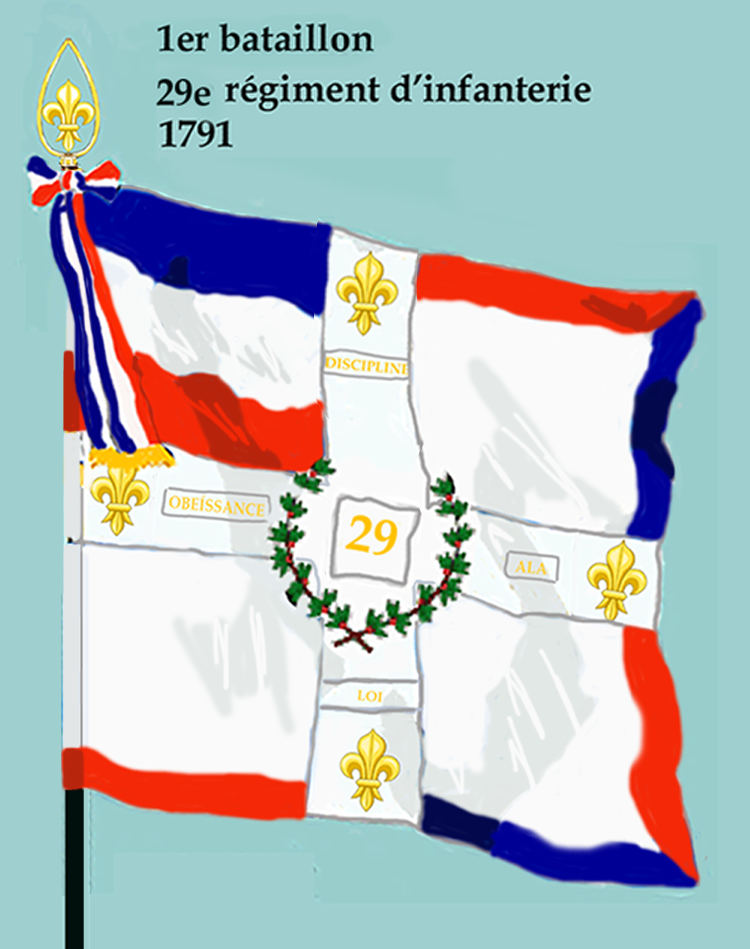
Drapeau du d'infanterie de ligne de 1791 à 1793
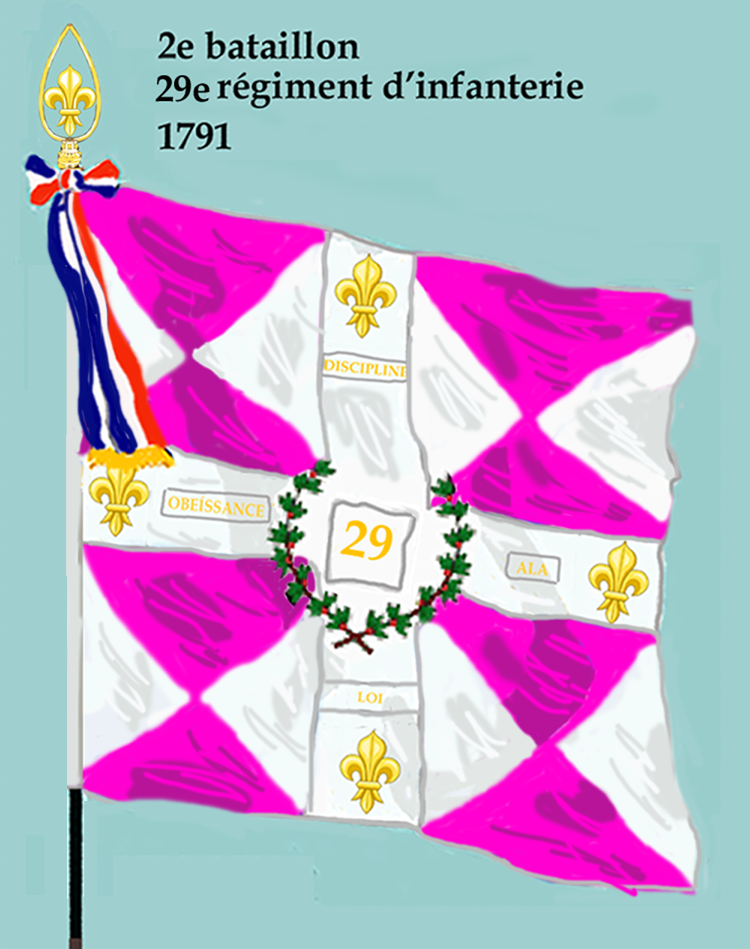
Drapeau du 2e bataillon du d'infanterie de ligne de 1791 à 1793

  - " Je refuse le grade de général. Je suis entré au régiment il y a plus de 50 ans et ne veux pas en sortir." Colonel Denis Battin, 1793[4].
- 1794 : 
  - Lors du premier amalgame création de la 29e demi-brigade de première formation, formée des :
    - 1er bataillon du 15e régiment d'infanterie (ci-devant Béarn)
    - 4e bataillon de volontaires de la Sarthe
    - 14e bataillon des Fédérés Nationaux
    - Le régiment est aussi connu pour avoir été intégré dans la sixième division des Colonnes infernales, sous les ordres du général Cordelier. Il participa d'ailleurs au massacre des Lucs-sur-Boulogne, où 564 personnes furent massacrées (dont 110 enfants de moins de 8 ans), le 28 février 1794.
- 1796 : 
  - Elle est affectée à l'armée d'Italie lorsqu'en mars 1796, Bonaparte prend le commandement de l'armée et que la 29e demi-brigade refuse de marcher car elle n'a pas touché sa solde.
  - Reformé en tant que 29e demi-brigade de deuxième formation avec la :
    - 164e demi-brigade de première formation (1er bataillon du 90e régiment d'infanterie (ci-devant Chartres), 1er bataillon de volontaires d'Eure-et-Loir et 8e bataillon de volontaires de la Meurthe)

- 1805 : 
  - Bataille de Caldiero

- 1809 :
  - Bataille de Wagram

Colonels tués ou blessés en commandant le régiment pendant cette période :
Officiers blessés ou tués en servant au 29e RI entre 1808 et 1814 :
Officiers tués :
Officiers morts de leurs blessures :
officiers blessés :

### De 1815 à 1852
- 1830 : Une ordonnance du 18 septembre créé le 4e bataillon et porte le régiment, complet, à 3 000 hommes[5].

- En 1830, le régiment participe au débarquement sur Sidi Ferruch, à la prise du fort de Staouëli et à la prise d'Alger.

- 1828-1833 : participation à l’expédition de Morée pour soutenir les insurgés grecs lors de la guerre d'indépendance grecque. Siège du château de Morée

### Second Empire
- Par décret du 2 mai 1859 le 3e régiment d'infanterie fourni 1 compagnie pour former le 101e régiment d'infanterie de ligne.

- En 1859, il fait la campagne d'Italie puis de 1861 à 1865 il est au corps d'occupation de Rome.

- En 1867 il retourne en Italie et se trouve à la bataille de Mentana

Durant la guerre franco-allemande de 1870, le régiment combat à Borny, Saint-Privat, siège de Metz, Noisseville et Servigny et est fait prisonnier de guerre.
Le 16 août 1870, le IVe bataillon, formé des 7e compagnies des trois premiers bataillons, renforcé de la 8e compagnie du Ier et de deux compagnies de dépôt formées de nouveaux arrivants, quitte le dépôt pour créer le 8e régiment de marche qui formera la 2e brigade de la 1re division du 13e corps d'armée. Les 8e compagnies des IIe et IIIe bataillons sont versées en septembre au 29e régiment de marche. Du 2 octobre 1870 au 1er février 1871, le dépôt du 29e de ligne, resté dans Paris assiégé, fournit des détachements au 35e de ligne, au 42e de ligne, au 8e de marche, au 67e de ligne, au 86e de ligne, au 134e de ligne, à la 1re division du 14e corps d'armée, au 110e de ligne, 119e de ligne, au 120e de ligne, au 123e de ligne, 136e de ligne, au 109e de ligne, au 111e de ligne et au 112e de ligne.

### Première Guerre mondiale
- 1914 : casernement à Autun et Le Creusot.

Affectations
- 16e division d’infanterie, d'août 1914 à janvier 1917.
- 169e division d’infanterie, de janvier 1917 à novembre 1918.
- 32e brigade d’infanterie.
- 8e corps d'armée.

#### 1914
combats du bois d'Ailly en forêt d'Apremont

#### 1915
Au mois d'avril 1915, le 29e régiment d'infanterie s'engage dans la bataille du bois d'Ailly. Il s'agit de reprendre les tranchées tenues par les unités allemandes.
Le 23 avril, notamment, le 1er bataillon lance une offensive infructueuse au cours de laquelle elle déplore de nombreuses pertes. Le sergent Louis Perrot entre autres sera tué lors de l'offensive. Il sera décoré de la médaille militaire puis cité à l'ordre de l'armée.

#### 1916
- Bataille de Verdun (1916)

#### 1918
"Excellent régiment qui, depuis le début de la Campagne, s'est signalé en toutes circonstances." Citation, 1918. Deux citations à l'ordre de l'armée est une citation au corps d'armée.

### Entre-deux-guerres
Le régiment est dissous le 1er janvier 1924.

### Seconde Guerre mondiale
- Le 29e régiment d'infanterie est à nouveau formé le 7 septembre 1939 sous les ordres du colonel Garletin (Région militaire, réserve A RI type NE). Il est mis sur pied par le centre mobilisateur d'infanterie n° 81. Le régiment est composé de trois bataillons, du 14e CDAC (Compagnie divisionnaire antichar). Il appartient à la 16e division d’infanterie.

- La 16e division d’infanterie participe à la bataille au sud d'Amiens en tenant le village de Saint Fuscien. La division  pendant la bataille détruit plus de 136 panzers III et IV sur les 196 chars engagés par l'ennemi. Il se voit décerné la citation suivante à l'ordre de l'armée : « A résisté victorieusement aux attaques puissantes et réitérées d'un ennemi abondamment pourvu d'engins blindés. »

- Le régiment est dissout définitivement après l'arrêt des combats en 1940.

## Drapeau
Il porte, cousues en lettres d'or dans ses plis, les inscriptions suivantes :

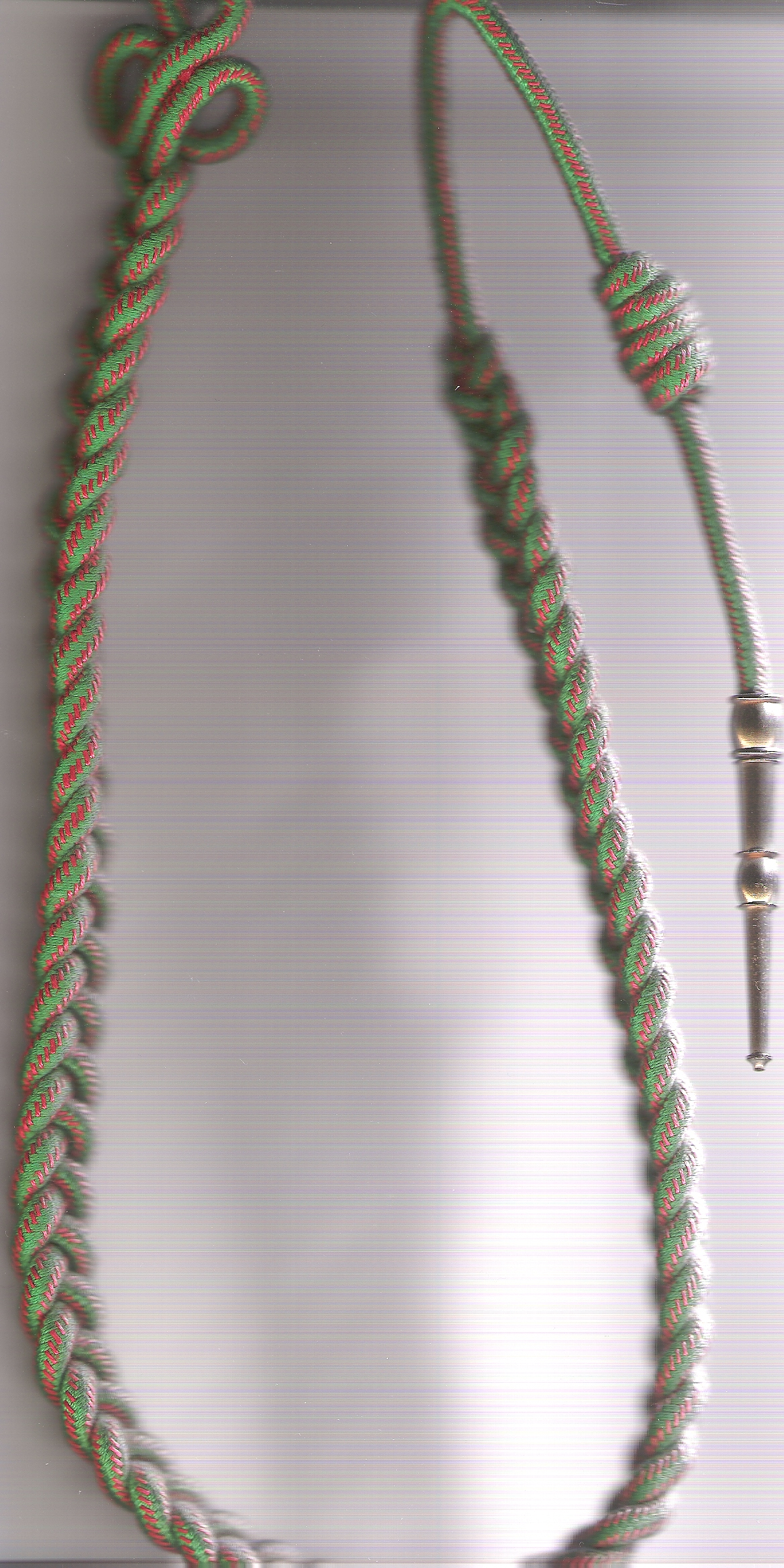
Fourragère aux couleurs de la croix de guerre 1914-1918 décernée au 29e RI.

- VALMY 1792
- CALDIERO 1805
- WAGRAM 1809
- ALGER 1830
- VERDUN 1916
- MONTDIDIER 1918
- SAINT-QUENTIN 1918

## Décorations
Sa cravate est décorée de la croix de guerre 1914-1918 avec deux palmes et une étoile vermeil puis de la croix de guerre 1939-1945 avec une palme.
le 22 février 1918 le droit au port de la fourragère aux couleurs de la croix de guerre 1914-1918

## Devise
« Res praestant non verba fidem »
(« Croire aux actions et non aux paroles »)

## Personnalités ayant servi au régiment
- Georges Perraudin
- Armand Carrel
- Wladimir de La Fite (1856-1914), comte de Pelleport, engagé volontaire, le 1er août 1914, soldat de 1re classe, médaille militaire à titre posthume, croix de guerre avec palme, propriétaire du Château de Champlevrier[10],[11]
- Henri Gérard, chef de bataillon, promoteur du cyclisme militaire, fondateur des compagnies cyclistes et co-inventeur de la bicyclette pliante "Gérard" (1859-1908) a servi au régiment de 1877 à 1884 comme homme de troupe puis sous-officier.

### Sources et bibliographie
- Lieutenant général de Vault, Mémoires militaires relatifs à la guerre d'Espagne sous Louis XIV, vol. 1, Imprimerie Royale (Paris), 1835, 910 p. (lire en ligne).
- À partir du Recueil d'historiques de l'Infanterie française (général Andolenko - Eurimprim, 1969).
- Les chasseurs cyclistes au combat (Bruno Barrier - Cambrésis Terre d'Histoire 2017).